# Searsia volkii
Searsia volkii är en sumakväxtart som först beskrevs av Karl Suessenguth, och fick sitt nu gällande namn av Moffett. Searsia volkii ingår i släktet Searsia och familjen sumakväxter. Inga underarter finns listade i Catalogue of Life.